# NGC 3347
NGC 3347 (również PGC 31926) – galaktyka spiralna z poprzeczką (SBb), znajdująca się w gwiazdozbiorze Pompy. Odkrył ją John Herschel 1 maja 1834 roku.